# 梅利扎诺
梅利扎诺（義大利語：Melizzano），是意大利贝内文托省的一个市镇。总面积17.48平方公里，人口1908人，人口密度109.2人/平方公里（2009年）。ISTAT代码为062039。